# Pnigalio cruciatus
Pnigalio cruciatus är en stekelart som först beskrevs av Julius Theodor Christian Ratzeburg 1848.  Pnigalio cruciatus ingår i släktet Pnigalio och familjen finglanssteklar. Inga underarter finns listade i Catalogue of Life.